# Оберлин
Оберлин — город в штате Огайо, США. Входит в состав округа Лорейн. Население — 8688 чел. (по данным 2010 года).
В городе расположены Оберлинский колледж и Оберлинская консерватория.

## История
История Оберлина начинается в 1833 году, когда двумя служителями пресвитерианской церкви — Джоном Джей Шифердом и Фило П. Стьюартом здесь были основаны колледж и община. Девизом колледжа были слова «Учение и труд». Колледж и община были названы в честь Жана-Фредерика Оберлена, французского религиозного деятеля второй половины XVIII — начала XIX веков.
К середине XIX века город превратился в один из главных центров аболиционистского движения в Северных штатах. Уже в 1835 году к учёбе в колледже были допущены чернокожие — братья Гидеон Куорлз и Чарлз Генри Лэнгстон. Младший брат последнего, также обучавшийся в Оберлине, стал впоследствии первым афроамериканцем, избранным в американский конгресс. 
К 1852 году Оберлин стал конечной станцией одной из так называемых «подземных железных дорог», по которым негры-рабы тайком бежали из рабовладельческого Юга на Север. В 1858 году Демократическая партия отменила действовавший до того в Огайо закон, согласно которому на беглых рабов распространялось действие Habeas Corpus Act. После ряда перипетий и прихода в 1859 году к власти в Огайо республиканцев было составлено обращение к Президенту США Аврааму Линкольну о восстановлении действия закона, однако тот отказал. Рабство было отменено в Соединённых Штатах в 1865 году. 
Во второй половине XIX века в городе действовали различные общественные движения. Так, в 1893 году сторонниками «сухого закона» в Оберлине была основана Антисалунная лига. Также действовало Движение за права женщин.
Население город во второй половине XIX века росло небольшими темпами, достигнув к 1880 году 3242 человек, из которых около 1200 составляли студенты Оберлинского колледжа. В настоящее время в городе находится диспетчерский центр управления полётами (входящий в структуру Федерального управления гражданской авиации США), отвечающий за выполнение полётов между Нью-Йорком и Чикаго.

## Население
Согласно переписи 2000 года, население города составляло 8195 человек; в Оберлине насчитывалось 2678 домохозяйств. При этом, 71,92% составляли белые, 18,55% — афроамериканцы, остальные расовые группы — 9,53%. В 2010 году численность населения возросла до 8688 человек.

## Известные уроженцы и жители
- Дэвид Миллер — американский оперный певец (тенор), один из четырёх солистов группы Il Divo.
- Фредерик де Форест-Аллен[англ.] — американский учёный.
- Антуанетта Браун Блэквелл[англ.] — первая в США женщина-пастор, участница движения за права женщин.
- Чарлз Грэндисон Финни[англ.] — американский религиозный деятель, писатель.
- Чарлз Мартин Холл — американский изобретатель, инженер.
- Альберт Масси Джонсон[англ.] — миллионер, возглавлявший в течение ряда лет National Life Insurance Company[англ.].
- Чарлз Генри Лэнгстон[англ.] — видный деятель аболиционистского движения.
- Джон Лэнгстон Мерсер[англ.] — известный аболиционист, первый управляющий юридической школой при Говардском университете, первый президент Виргинского государственного университета[англ.], делегат Конгресса от штата Виргиния.
- Джон Миллер[англ.] — известный в США профессиональный игрок в американский футбол.
- Люси Стоун — известная американская аболиционистка и суфражистка.
- Дэвид Льюис — американский философ.
- Шарлотта Йоко Бек — американский учитель дзэн.

## Города-побратимы
- Ифе, Нигерия[4]
- Суздаль, Россия[4]